# 三島由紀
三島 由紀（みしま ゆき）は日本の女性声優。主にアダルトゲームに声をあてている。

## 出演
太字は主役・メインキャラクター。

### ゲーム

#### 2000年
- アージュマニアックス 〜伊隅四姉妹最期の日〜（ヴェールカ）
- 化石の歌（ヴェールカ）
- 真・瑠璃色の雪 〜ふりむけば隣に〜（奥里雪那）
- トレス・マリアス 〜3人の聖処女〜（ケイト安藤）
- フレグランス（木下真利香）

#### 2001年
- 青い鳥 〜L’Oiseau Bleu〜（花澤環）
- 学園 〜恥辱の図式〜（柚木美沙）[1]
- 教育実習2 〜女子校生マニアックス〜（日下部祥子）
- 幻燐の姫将軍（リネア、シーマ）
- 新体操(仮)（森下こずえ）
- ソニックプリンセス（早乙女繭）

#### 2002年
- アルフレッド学園魔物大隊（ルミーゼ）[2]
- 戦女神2 〜失われし記憶への鎮魂歌〜（ウェンディス・プラーナ、アストライア、ミルテーリア）
- 淫魔制服狩り（桜木今日子）[3]
- エーベンブルグの風（エマ＝プランケット）
- 女郎蜘蛛〜真伝〜（松川よね）

#### 2003年
- 幻燐の姫将軍2 〜導かれし魂の系譜〜（シーマ・カルネーノ、シャルーヌ・サプラス）
- ジェネ 〜試験管の中の少女達〜（百合宮サーラ）
- 塔ノ沢魔術研究会（十条真琴）
- ふしぎ電車（チヒロ・ジュン）
- 満淫電車（千堂沙也香）[4]
- LOVERS 〜恋に落ちたら…〜（AV女優、女の子2、居酒屋のおかみ）
- レベルジャスティス（ルトワー、メガネ学園生、リーナ）[5]

#### 2004年
- 空帝戦騎〜黄昏に沈む楔〜（バジー）[6]
- Noel（小日向よし子）[7]

#### 2005年
- ソニックプリンセス P･E（早乙女繭）
- ダンシング・クレイジーズ（秋村美雪）[8]

#### 2006年
- グリンスヴァールの森の中 〜成長する学園〜（お遊）[9]

#### 2007年
- いさましいちびの許婚（蒼崎双葉）[10]
- 学園 〜恥辱の図式〜 DVD-ROM版（柚木美沙）[11]
- 塔ノ沢魔術研究会+（十条真琴）[12]